# Capo Colonna
O Cabo Colonna (algumas vezes Capo Colonne ou Capo della Colonne; antigamente Promunturium Lacinium) é um cabo da Calábria localizado próximo a Crotone.